# 環球影劇頻道
環球影劇頻道（英語：Universal Channel）是一個播送驚悚、劇情、喜劇、恐怖、犯罪與調查類的電影及電視劇頻道，由NBC環球旗下NBC環球國際電視網所有的衛星及有線電視頻道。前稱USA電視台，後為了加強環球的品牌優勢，而於2003年更名。

## 其他國家之發送

### 原發送
Universal Channel於2007年12月1日開始在波蘭及羅馬尼亞播送。2008年5月30日，俄羅斯開始播送。2008年7月1日，開始於東南亞發送。在拉丁美洲範疇中，本頻道由NBC環球所有，但實質由福斯拉美頻道與Globosat負責掌控。2009年5月7日，希臘與印度正式播送。

### 更名與特定國家
於南非，Hallmark頻道在2010年3月24日更名為本頻道，以提供數字衛星電視觀眾觀賞。2010年4月1日，日本的Sci Fi頻道更名為此頻道。2010年7月1日，澳大利亞的Hallmark Channel更名為此頻道。2010年9月3日，匈牙利、捷克、斯洛伐克與一些前南斯拉夫國家塞爾維亞、斯洛文尼亞與克羅地亞等國的Hallmark頻道正式更名為本頻道。2010年7月26日，菲律賓的Sci Fi頻道更名為本頻道。2010年10月18日，英國與愛爾蘭的Hallmark Channel正式更名為本頻道。2016年3月7日，美國環球HD頻道正式更名為本頻道。

## 相關
- 環球影劇頻道 (亞洲)

## 外部連結
- 拉丁美洲環球影劇頻道
- 巴西環球影劇頻道
- 希臘環球影劇頻道
- 日本環球影劇頻道 （页面存档备份，存于）
- 印度環球影劇頻道[永久]
- 波蘭環球影劇頻道
- 羅馬尼亞環球影劇頻道
- 俄羅斯環球影劇頻道
- 南非環球影劇頻道 （页面存档备份，存于）
- 亞洲環球影劇頻道 （页面存档备份，存于）
- 土耳其環球影劇頻道
- 澳大利亞環球影劇頻道 （页面存档备份，存于）